# La ragazza scomparsa
La ragazza scomparsa (捜索者?, Sōsakusha) è un manga scritto e disegnato dal fumettista giapponese Jirō Taniguchi, pubblicato in Giappone nel 2000 ed edito in Italia nel 2010 dalla Coconino Press.

## Trama
Shiga è il guardiano di un rifugio arroccato sulle impervie Alpi giapponesi: amante della solitudine e restio ai rapporti umani, da anni mantiene le distanze dal mondo civilizzato che si apre ai piedi delle sue montagne.
Un giorno, una telefonata lo spinge a lasciare la baita e a rimettere piede nella metropoli selvaggia. La giovane Megumi (figlia del compianto compagno di scalata di Shiga, Takamoto, morto per assideramento a seguito di una spedizione fallita) è scomparsa in circostanze misteriose. Shiga, consapevole del suo torbido rapporto con l'ambiente urbano e dell'estrema difficoltà di rinvenire informazioni attendibili in una città immensa e pericolosa come Tokyo, intraprende la sua personale indagine per scoprire la verità, fronteggiando le ombre della propria coscienza e l'ostilità delle alte sfere della Oribe Element, colosso dell'industria giapponese che sembra stranamente coinvolta nella scomparsa di Megumi.

## Edizioni
- Jirō Taniguchi, La ragazza scomparsa, Coconino Press, Bologna, 2010. ISBN 978-88-7618-079-8